# أنانياس إلوي كاسترو مونتيرو
أنانياس ألوي كاسترو مونتيرو (20 يناير 1989 - 28 نوفمبر 2016) كان يعرف باسم أنانياس ولقد كان لاعب كرة قدم برازيلي يلعب في نادي شابيكوينسي كمهاجم في خط الوسط ولقد توفي في يوم 28 نوفمبر 2016 عقب كارثة رحلة خطوط لاميا الجوية 2933 عن عمر يناهز 27 سنة.

## روابط خارجية
- أنانياس إلوي كاسترو مونتيرو على موقع قاعدة بيانات كرة القدم.إي يو (الإنجليزية)
- أنانياس إلوي كاسترو مونتيرو على موقع Soccerway.com (الإنجليزية)